# مجسمه شیر آمفیپولیس

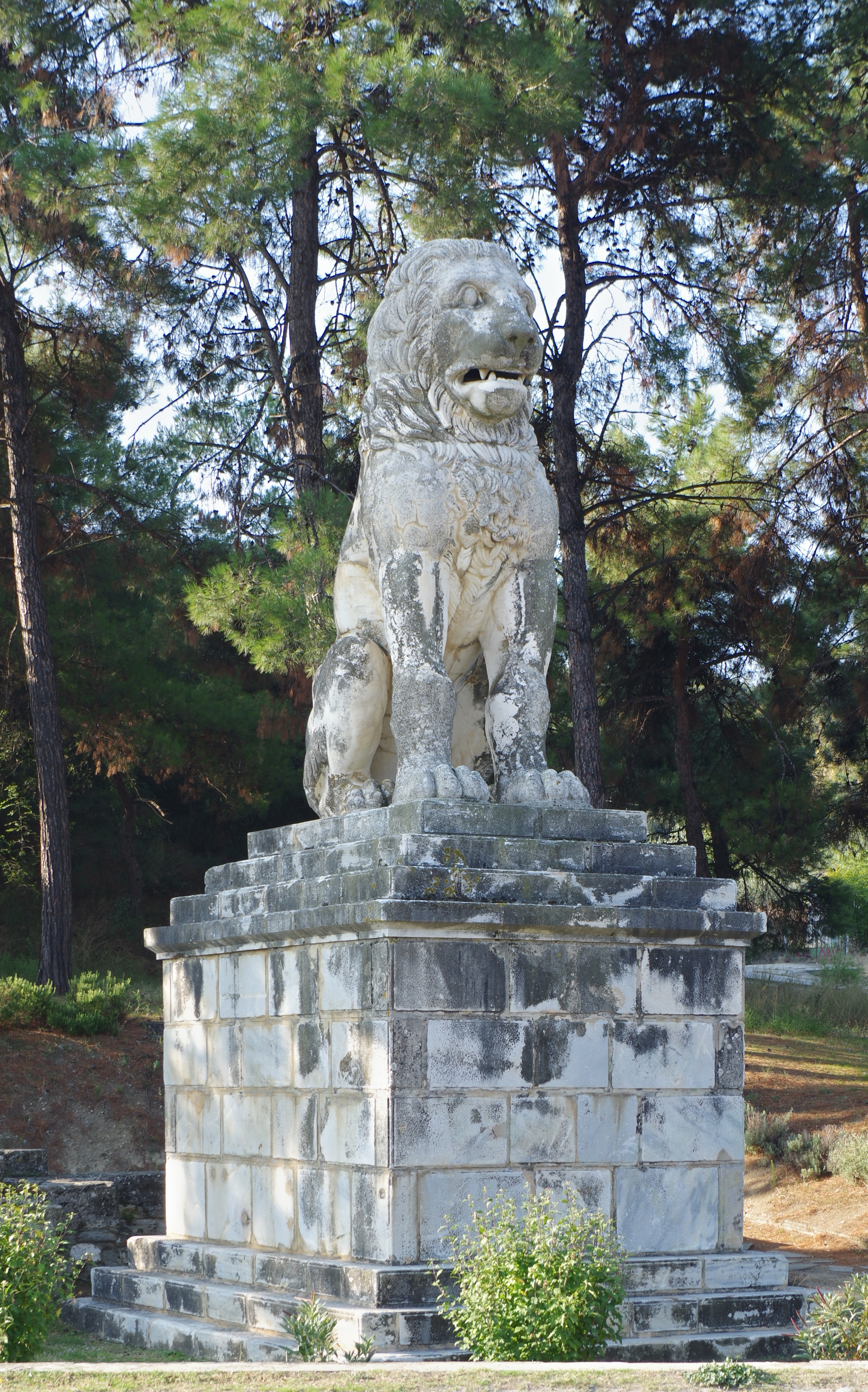
نمایی از مجسمه شیر آمفیپولیس

شیر آمفیپولیس (به یونانی: Λέων της Αμφίπολης)، یک مجسمه مرمری آرامگاهی، متعلق به سده چهارم پیش از میلاد در شهر آمفیپولیس، واقع در استان مقدونیه کشور یونان است. به گفته اسکار برونیر و دیمیتریس لازاریدیس، این مجسمه به افتخار یکی از سرداران اسکندر بزرگ برپا شده بوده‌است.